# Lagarto, Sergipe
lagarto  este un oraș în Sergipe (SE), Brazilia.